# Carl Petter Törnebladh
Carl Petter Törnebladh, född 3 november 1774, död 17 juni 1844 i Stockholm, var en svensk justitiestatsminister.

## Biografi
Carl Petter Törnebladh var son till bergmästaren och Bureättlingen Anders Törnebladh och lagmansdottern Beata Unge. Efter avlagda examina vid Lunds universitet började Törnebladh vid arton års ålder sin juridiska bana som auskultant i Göta hovrätt. Han förordnades till vice häradshövding år 1796 och antogs 1797 till extra ordinarie kanslist i justitierevisionsexpeditionen men övergick från Göta till Svea hovrätt och befordrades 1799 till notarie i krigshovrätten samt kvarstod såsom sådan till 1802.
Sedan han 1801 erhållit häradshövdings fullmakt med tur och befordringsrätt, utnämndes han 1806 till häradshövding i Östernärkes domsaga, fick 1814 titel av hovrättsråd samt förflyttades 1821 som domhavande till Jönåkers, Oppunda med flera häraders domsaga i Södermanland. Vid riksdagen 1823 utsågs han av rikets ständer till justitieombudsman och innehade denna befattning till 1835. Tillförordnad justitiekansler 1836–1837 inkallades han 1840 i konseljen som konsultativt statsråd. Året därefter blev han justitiestatsminister, och därmed uppflyttad till rikets herrar.
Carl Petter Törnebladh tog avsked från justitiestatsministerämbetet 1843 samt avled året efter. På sin tid ansedd för en av de skickligare juristerna inom landet deltog han 1811–1814 som ledamot i lagkommittén och var 1841 ordförande i lagberedningen.
Törnebladh gifte sig 1812 med Sofia Charlotta von Oldensköld, och fick tre döttrar med henne, varav en gifte sig med Nils Henrik Hägerflycht.